# Patharia
Patharia fou un estat tributari protegit de l'agència de Bhopal, del tipus thakurat garantit, governat per un thakur rajput chauhan. Tenia una superfície de 18 km² i 441 habitants (1901).
No s'ha de confondre amb:
- Pathari, principat de l'agència de Bhopal
- Pathari, principat de l'agència de Malwa
- Patharia, poble al districte de Damoh, antiga seu d'un amil maratha.